# Korahe-Zone
Die Korahe-Zone (Somali Qorahey, Ge'ez ቆራሄ) ist eine Verwaltungszone der Somali-Region in Äthiopien. 
Sie liegt etwa im Zentrum der Region und grenzt im äußersten Osten an Somalia. Laut Volkszählung von 2007 hatte sie 312.713 Einwohner, von denen 47.607 in städtischen Gebieten lebten. 1997 waren von 242.276 Einwohnern 98,75 % Somali, 99,13 % sprachen Somali als Muttersprache. 5,88 % (14.256) konnten lesen und schreiben. Die Somali in Korahe gehören hauptsächlich dem Clan der Ogadeni-Darod an.
Die Korahe-Zone ist in die vier Woredas Kebri Dehar, Shekosh, Debeweyn und Shilabo eingeteilt. Größere Orte in der Korahe-Zone sind Kebri Dehar, Shekosh, Debeweyn und Shilabo.
In der Woreda Shilabo liegen die Erdgasfelder von Calub und Hilala. Wichtigste Lebensgrundlage der Bevölkerung ist die Landwirtschaft, vor allem die Viehzucht. Im Tal des Fafen, das sich mitten durch die Zone zieht, wird die Haltung von Rindern, Schafen und Ziegen mit dem Anbau von Sorghum sowie Mais ergänzt (Agropastoralismus). Östlich des Fafen-Tals dominiert die nomadisch betriebene Haltung von Kamelen, Schafen und Ziegen. Westlich des Fafen werden Kamele wie auch Kleinvieh und Rinder gehalten. Über Kebri Dehar wird Vieh nach Burao und Berbera in Nordsomalia/Somaliland und von dort weiter in die Staaten der Arabischen Halbinsel exportiert oder in die somalische Hauptstadt Mogadischu.
Die Korahe-Zone ist vom Konflikt zwischen der separatistischen ONLF und der äthiopischen Armee betroffen, der sich seit 2007 verschärft hat. Human Rights Watch zufolge hat vor allem die Armee Menschenrechtsverletzungen an Zivilisten in der Zone begangen. Vor allem in der Umgebung der Städte Warder (in der angrenzenden Warder-Zone) und Shilabo wurden Dörfer zwangsgeräumt und zum Teil anschließend niedergebrannt.